# Lebia subgrandis
Lebia subgrandis är en skalbaggsart som beskrevs av Ronald B. Madge. Lebia subgrandis ingår i släktet Lebia och familjen jordlöpare. Inga underarter finns listade i Catalogue of Life.